# دریاچه آیسل
دریاچه آیسل (هلندی: Ĳsselmeer تلفظ هلندی: [ɛi̯səlˈme:r]؛ فریسی: Iselmar) یک دریاچهٔ مصنوعی کم‌عمق به مساحت ۱۱۰۰ کیلومتر مربع در مرکز هلند و همجوار با استان‌های فلیوولاند، هلند شمالی و فریسلاند است. متوسط عمق دریاچه، ۵ تا ۶ متر است. آیسل بزرگترین دریاچهٔ اروپای غربی است.
آیسل دریاچهٔ آب شیرین است که توسط رود آیسل تغذیه می‌شود. نام دریاچه نیز از همین رود گرفته شده‌است. آیسل شاخه‌ای از رود راین است.

## تاریخچه

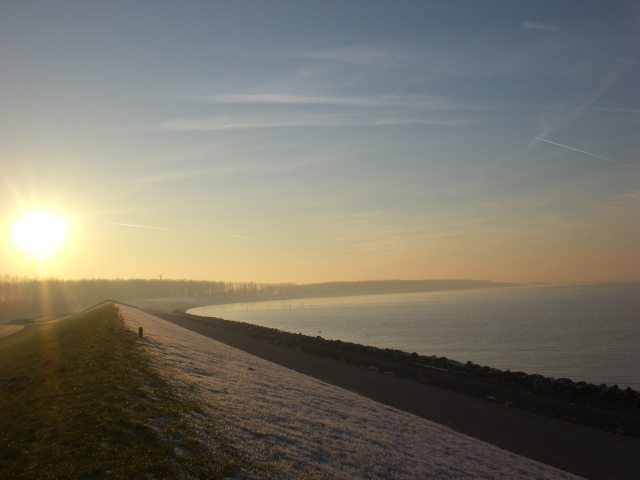
غروب خورشید در دریاچهٔ آیسل

در سال ۱۹۳۲ خلیج زایدرزی توسط سد دریابند به طول ۳۲ کیلومتر بسته شد و دریاچهٔ آیسل به وجود آمد. این سد، بخشی از یک پروژهٔ مهندسی هیدرولیک بود که سال‌ها بعد منجر به بازپس‌گیری بخشی از زمین‌ها از دریاچه شد و اندازهٔ آن را کاهش داد.
با تکمیل این پروژه در سال ۱۹۷۵، آیسل به دو دریاچه تقسیم شد. بخش جنوبی دریاچه اکنون با نام دریاچهٔ مارکر خوانده می‌شود.

## کاربرد

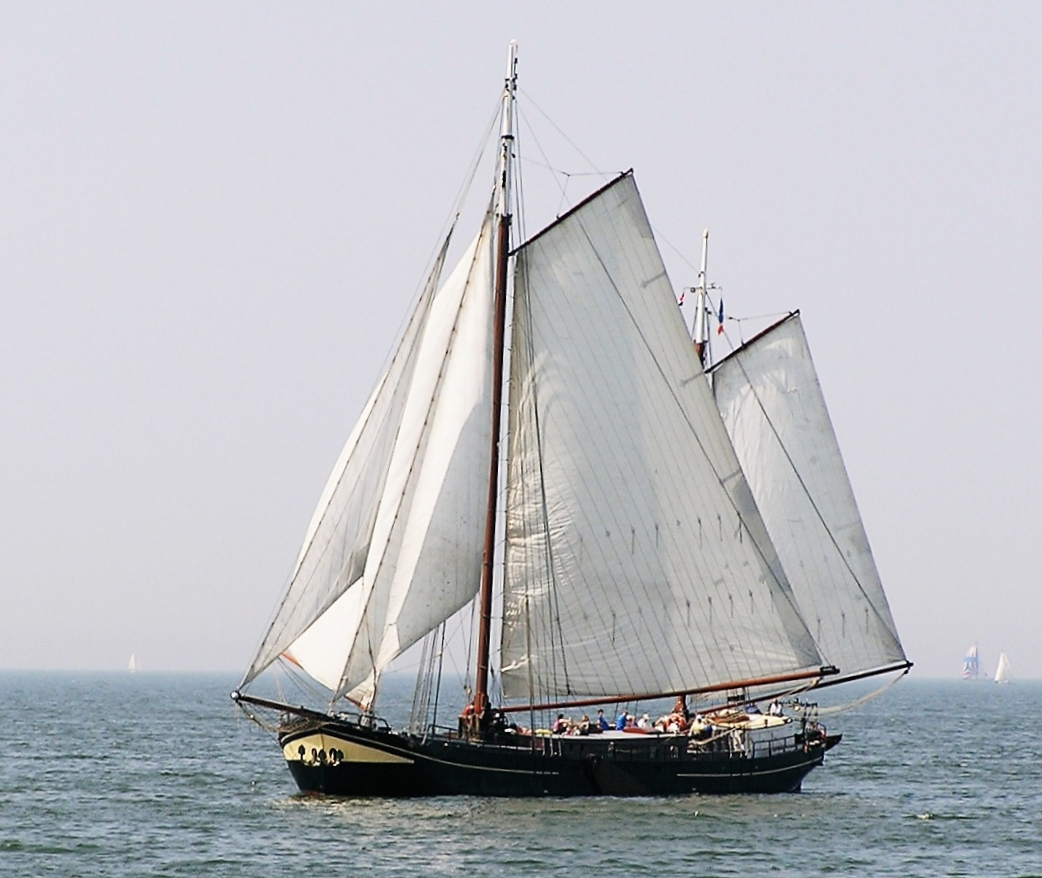
قایق سنتی بر دریاچهٔ آیسل

دریاچهٔ آیسل منبع عمدهٔ آب شیرین است که برای کشاورزی و آب آشامیدنی به کار گرفته می‌شود. هم‌چنین فرصت‌هایی را برای فعالیت‌های تفریحی فراهم کرده‌است.
دریاچهٔ کتل نیز دریاچه‌ای کم‌عمق است که در شرق دریاچهٔ آیسل قرار دارد. آب رودخانه‌هایی که آلاینده‌های صنعتی را از کارخانه‌های بالادست حمل می‌کنند، وارد این دریاچه می‌شود. رسوبات آلوده در بستر دریاچه ته‌نشین می‌شوندو لایهٔ ضخیمی از لجن آلوده را پدید می‌آورند. برای بازیابی محیط آبی عادی باید این مواد از بستر دریاچه زدوده شوند.
در سال ۲۰۱۰ جزیره‌ای مصنوعی در دریاچهٔ کتل ایجاد شد تا به عنوان مخزنی برای مواد آلودهٔ لایروبی شده از بستر دریاچه باشد. پس از پر شدن مخزن، روی آن پوشانده می‌شود و به ذخیره‌گاهی طبیعی تبدیل می‌شود.